# Jämtskogen
Jämtskogen är en milsvid skog i Medelpads och Jämtlands gränstrakter.
I den isländska sagodiktningen kallas den "Skalkskogen". Skalk är detsamma som rövare. Många vägfarande med häst och vagn blev överfallna under den tidskrävande resan över skogen.
Nuvarande E14 följer den gamla färdvägen bitvis. Vid den forna byn "Slammeråsen" några kilometer in på jämtlandssidan gick den gamla vägen över Lillkrog och Hemsjö på Jämtskogen.
Gästgiveriet Jämtkrogen anlades några år efter freden i Brömsebro 1645. Platsen var strategiskt belägen på Jämtskogen för att underlätta överfarten för de vägfarande.